# Udea infuscalis
Udea infuscalis là một loài bướm đêm trong họ Crambidae.